# Hertha Wambacher
Hertha Wambacher (9. března 1903 Vídeň – 25. dubna 1950 Vídeň) byla rakouská fyzička. Po získání všeobecného vzdělání na dívčím gymnáziu vedeném Spolkem pro rozšířené vzdělání žen v roce 1922 studovala nejprve chemii a poté fyziku na Vídeňské univerzitě.
Vedoucí Wambacherové disertační práce na Druhém fyzikálním institutu byla Marietta Blau, s níž Wambacher spolupracovala i po získání doktorátu v roce 1932. Spolupráce obou žen se týkala fotografické metody detekce ionizujících částic. Za metodický výzkum v Ústavu pro výzkum radia Rakouské akademie věd ve Vídni obdržely Blau a Wambacher v roce 1937 Liebenovu cenu Rakouské akademie věd. V roce 1937 Blau a Wambacher společně na fotografických deskách, které byly vystaveny kosmickému záření ve výšce 2300 m nad mořem, objevily  „rozpadající se hvězdy“. Tyto hvězdy jsou vzory stop po částicích z jaderných reakcí (spalační reakce) částic kosmického záření s jádry fotografické emulze.
Poté, co Blau musela Rakousko v roce 1938 opustit, pokračovala Hertha Wambacher v práci na identifikaci částic z jaderných reakcí kosmického záření se složkami emulze. Díky této práci mohla od roku 1940 přednášet na univerzitách. Přednášela především na Vídeňské univerzitě. V roce 1945 byla jakožto členka Národně socialistické německé dělnické strany z univerzity odejita.